# Strzelectwo na Letnich Igrzyskach Olimpijskich 2024 – trap (mężczyźni)
Trap mężczyzn - konkurencja rozegrana w dniach 29–30 lipca 2024 w Centre national de tir sportif w Châteauroux.Wystąpiło 30 zawodników.

## Terminarz
| Data          | Godzina |              |
| ------------- | ------- | ------------ |
| 29 lipca 2024 | 9:30    | Kwalifikacje |
| 30 lipca 2024 | 15:30   | Finał        |

## Wyniki

### Kwalifikacje
| Pozycja | Zawodnik                | Kraj              | Serie | Serie | Serie | Serie | Serie | Wynik  | Uwagi |
| Pozycja | Zawodnik                | Kraj              | 1     | 2     | 3     | 4     | 5     | Wynik  | Uwagi |
| ------- | ----------------------- | ----------------- | ----- | ----- | ----- | ----- | ----- | ------ | ----- |
| 1       | Qi Ying                 | Chiny             | 25    | 23    | 25    | 25    | 25    | 123+7  | Q     |
| 2       | Nathan Hales            | Wielka Brytania   | 25    | 24    | 24    | 25    | 25    | 123+6  | Q     |
| 3       | James Willett           | Australia         | 25    | 24    | 25    | 24    | 25    | 123+1  | Q     |
| 4       | Rickard Levin-Andersson | Szwecja           | 25    | 24    | 25    | 24    | 25    | 123    | Q     |
| 5       | Jean Pierre Brol        | Gwatemala         | 24    | 25    | 23    | 25    | 25    | 122+14 | Q     |
| 6       | Derrick Mein            | Stany Zjednoczone | 23    | 24    | 25    | 25    | 25    | 122+13 | Q     |
| 7       | Giovanni Cernogoraz     | Chorwacja         | 23    | 25    | 25    | 24    | 25    | 122+10 |       |
| 8       | Yu Haicheng             | Chiny             | 25    | 23    | 25    | 25    | 24    | 122+6  |       |
| 9       | Mitchell Iles           | Australia         | 24    | 23    | 25    | 25    | 25    | 122+3  |       |
| 10      | Driss Haffari           | Maroko            | 23    | 25    | 25    | 25    | 24    | 122+2  |       |
| 11      | Owen Robinson           | Nowa Zelandia     | 23    | 25    | 23    | 25    | 25    | 121    |       |
| 12      | Yang Kun-pi             | Chińskie Tajpej   | 22    | 25    | 25    | 24    | 25    | 121    |       |
| 13      | Mauro De Filippis       | Włochy            | 25    | 24    | 23    | 24    | 25    | 121    |       |
| 14      | Alberto Fernández       | Hiszpania         | 23    | 25    | 24    | 25    | 24    | 121    |       |
| 15      | Oğuzhan Tüzün           | Turcja            | 25    | 25    | 23    | 24    | 24    | 121    |       |
| 16      | Giovanni Pellielo       | Włochy            | 24    | 24    | 25    | 25    | 23    | 121    |       |
| 17      | Khaled Al-Mudhaf        | Kuwejt            | 24    | 25    | 23    | 24    | 24    | 120    |       |
| 18      | Jiří Lipták             | Czechy            | 24    | 21    | 24    | 25    | 25    | 119    |       |
| 19      | Sébastien Guerrero      | Francja           | 24    | 23    | 23    | 24    | 25    | 119    |       |
| 20      | Eduardo Lorenzo         | Dominikana        | 23    | 25    | 25    | 23    | 23    | 119    |       |
| 21      | Prithviraj Tondaiman    | Indie             | 22    | 25    | 21    | 25    | 25    | 118    |       |
| 22      | Andrés García           | Hiszpania         | 22    | 24    | 25    | 23    | 24    | 118    |       |
| 23      | Saeed Abu Sharib        | Katar             | 24    | 22    | 24    | 25    | 23    | 118    |       |
| 24      | Mohammad Beyranvand     | Iran              | 23    | 23    | 24    | 22    | 25    | 117    |       |
| 25      | Matthew Coward-Holley   | Wielka Brytania   | 24    | 22    | 24    | 23    | 24    | 117    |       |
| 26      | Marián Kovačócy         | Słowacja          | 22    | 24    | 24    | 24    | 23    | 117    |       |
| 27      | William Hinton          | Stany Zjednoczone | 22    | 23    | 23    | 24    | 24    | 116    |       |
| 28      | Leonel Martínez         | Wenezuela         | 23    | 24    | 23    | 23    | 23    | 116    |       |
| 29      | Gianluca Chetcuti       | Malta             | 24    | 22    | 23    | 25    | 22    | 116    |       |
| 30      | Said Al-Khatri          | Oman              | 23    | 25    | 22    | 21    | 23    | 114    |       |

### Finał
| Pozycja | Zawodnik                | Kraj              | Serie | Serie | Serie | Serie | Serie | Uwagi |
| Pozycja | Zawodnik                | Kraj              | 1     | 2     | 3     | 4     | 5     | Uwagi |
| ------- | ----------------------- | ----------------- | ----- | ----- | ----- | ----- | ----- | ----- |
| złoto   | Nathan Hales            | Wielka Brytania   | 24    | 29    | 33    | 38    | 48    | OR    |
| srebro  | Qi Ying                 | Chiny             | 23    | 28    | 31    | 35    | 44    |       |
| brąz    | Jean Pierre Brol        | Gwatemala         | 22    | 26    | 31    | 35    |       |       |
| 4       | Rickard Levin-Andersson | Szwecja           | 23    | 28    | 30    |       |       |       |
| 5       | Derrick Mein            | Stany Zjednoczone | 22    | 26    |       |       |       |       |
| 6       | James Willett           | Australia         | 19    |       |       |       |       |       |